# Centre d'Interpretació Soldats a les Trinxeres
Soldats a les Trinxeres és un centre d'interpretació de Vilalba dels Arcs sobre la duresa de la vida quotidiana dels soldats al front durant la batalla de l'Ebre a través d'una sèrie d'elements museogràfics, com són plafons explicatius, un punt digital interactiu, un audiovisual, fotografies, exposició d'estris i materials diversos). Es tracten aspectes com l'alimentació, el vestir, la higiene, el lleure i, evidentment, les tasques bèl·liques: vigilar, defensar i atacar.
La batalla de l'Ebre (1938) va ser un dels escenaris més determinants de la Guerra Civil espanyola, en què es van enfrontar les millors unitats militars de l'exèrcit popular de la República i de l'exèrcit franquista. Els combats van ser bàsicament d'infanteria, raó per la qual les trinxeres van esdevenir l'element defensiu clau i l'espai principal en què es va desenvolupar la vida quotidiana del soldat, tant en els moments de lluita com en els d'espera. Dormir, menjar, beure, escriure, pregar, jugar a cartes, esperar... tot d'accions del dia a dia del soldat arrecerat a la trinxera, entre les pauses de la seva tasca principal: vigilar, atacar i defensar.
Tant la mateixa comarca de la Terra Alta com la veïna Ribera d'Ebre contenen una oferta d'espais de memòria important, ja que s'han recuperat espais històrics, s'han senyalitzat llocs de memòria i s'han creat diversos centres d'interpretació; tota aquesta oferta configura els Espais de la Batalla de l'Ebre. També es pot visitar per proximitat geogràfica i temàtica el camp d'aviació de la Sénia, al Montsià.